# Lijst van burgemeesters van Noordenveld
Dit is een lijst van burgemeesters van de Nederlandse gemeente Noordenveld in de provincie Drenthe. De gemeente Noordenveld ontstond op 1 januari 1998 door het samengaan van Peize, Norg en Roden.
| Ambtsperiode        | Naam burgemeester        | Partij of stroming | Bijzonderheden |
| ------------------- | ------------------------ | ------------------ | -------------- |
| 1998 - 2001         | Jaap (J.) Verkerk        | PvdA               |                |
| 2001 - 2015         | Hans (J.H.) van der Laan | PvdA               |                |
| 1 nov. 2015 - heden | Klaas (K.) Smid          | PvdA               | [ 1 ]          |